# Mistrzostwa Europy U-19 w futsalu
Mistrzostwa Europy U-19 w futsalu  są rozgrywkami, organizowanymi co 2 lata przez UEFA, w których uczestniczą europejskie reprezentacje do lat 19. W turnieju bierze udział 8 drużyn. 
Pierwszy turniej rozegrano w 2019 roku. 

## Historia
W dniu 4 kwietnia 2017 r. Komitet Wykonawczy UEFA uzgodnił przebudowę swoich rozgrywek futsalowych – w tym rozpoczęcie pierwszych w historii Mistrzostw Europy w futsalu U-19.
Zawody miały odbywać się co dwa lata w lata nieparzyste, z  turniejem finałowym, w którym bierze udział 8 drużyn. Do pierwszego losowania eliminacji do turnieju odbywającego się w dniu 1 listopada 2018 r. zgłosiło się 35 drużyn, a Łotwa została wybrana na gospodarza inauguracyjnego turnieju w Rydze we wrześniu 2019 r., wygranego przez Hiszpanię. Turniej podąża śladami eksperymentalnych Mistrzostw Europy U-21 w futsalu 2008, który odbył się w Sankt Petesburgu. Ówczesny turniej wygrała Rosja

## Gospodarze
| Liczba | Kraj      | Rok  |
| ------ | --------- | ---- |
| 1      | Łotwa     | 2019 |
| 1      | Hiszpania | 2022 |
| 1      | Chorwacja | 2023 |
| 1      | Mołdawia  | 2025 |

## Medaliści Mistrzostw Europy U-19
| Rok  | Gospodarz | Finał           | Finał        | Finał           | Mecz o trzecie miejsce | Mecz o trzecie miejsce | Mecz o trzecie miejsce |
| Rok  | Gospodarz | Mistrz          | Wynik        | Wicemistrz      | Trzecie miejsce        | Wynik                  | Czwarte miejsce        |
| ---- | --------- | --------------- | ------------ | --------------- | ---------------------- | ---------------------- | ---------------------- |
| 2019 | Łotwa     | Hiszpania U-19  | 1 – 0        | Chorwacja U-19  | Polska U-19            | –                      | Portugalia U-19        |
| 2022 | Hiszpania | Hiszpania U-19  | 6 – 2        | Portugalia U-19 | Polska U-19            | –                      | Ukraina U-19           |
| 2023 | Chorwacja | Portugalia U-19 | 6 – 2        | Hiszpania U-19  | Słowenia U-19          | –                      | Ukraina U-19           |
| 2025 | Mołdawia  | Do ustalenia    | Do ustalenia | Do ustalenia    | Do ustalenia           | –                      | Do ustalenia           |

## Statystyki

### Klasyfikacja medalowa
| Msc. | Państwo         | złoto | srebro | brąz |   |
| ---- | --------------- | ----- | ------ | ---- | - |
| 1.   | Hiszpania U-19  | 2     | 1      | 0    | 3 |
| 2.   | Portugalia U-19 | 1     | 1      | 1    | 3 |
| 3.   | Chorwacja U-19  | 0     | 1      | 0    | 1 |
| 4.   | Polska U-19     | 0     | 0      | 2    | 2 |
| 4.   | Ukraina U-19    | 0     | 0      | 2    | 2 |
| 4.   | Słowenia U-19   | 0     | 0      | 1    | 1 |

### Ogólny bilans występów
| Legenda                                                                          |                                                                                               |
| - Mistrzowie - wicemistrzowie SF - przegrani finałów GS - faza grupowa Q - awans | (-) - nie zakwalifikował się (-) - nie brał udziału (X) - wycofał się (DSQ) - dyskwalifikacja |

| Zespół (łącznie 11) | 2019 (8) | 2022 (8) | 2023 (8) | 2025 (8) | Występy |
| ------------------- | -------- | -------- | -------- | -------- | ------- |
| Chorwacja U-19      |          | GS       | GS       | -        | 3       |
| Francja U-19        | -        | GS       | GS       | -        | 2       |
| Hiszpania U-19      |          |          |          | Q        | 3       |
| Holandia U-19       | GS       | -        | -        | -        | 1       |
| Łotwa U-19          | GS       | -        | -        | -        | 1       |
| Polska U-19         | SF       | SF       | -        | -        | 2       |
| Portugalia U-19     | SF       |          |          | Q        | 3       |
| Rosja U-19          | GS       | DSQ      | DSQ      | DSQ      | 1       |
| Rumunia U-19        | -        | GS       | -        | -        | 1       |
| Ukraina U-19        | GS       | SF       | SF       | Q        | 2       |
| Włochy U-19         | -        | GS       | GS       | Q        | 2       |
| Finlandia U-19      | -        | -        | GS       | -        | 1       |
| Słowenia U-19       | -        | -        | SF       | Q        | 1       |
| Mołdawia U-19       | -        | -        | -        | Q        | 1       |
| Czechy U-19         | -        | -        | -        | Q        | 1       |
| Turcja U-19         | -        | -        | -        | Q        | 1       |

### Start gospodarza
| Edycja | Zespół         | Rezultat              | Pkt                   | Mecze                 | Zwycięstwa            | Remisy                | Porażki               | Stosunek bramek       |
| ------ | -------------- | --------------------- | --------------------- | --------------------- | --------------------- | --------------------- | --------------------- | --------------------- |
| 2019   | Łotwa U-19     | Faza Grupowa          | 0                     | 3                     | 0                     | 0                     | 3                     | 2:14                  |
| 2022   | Hiszpania U-19 | Mistrzostwo           | 13                    | 5                     | 4                     | 1                     | 0                     | 33:7                  |
| 2023   | Chorwacja U-19 | Faza Grupowa          | 2                     | 3                     | 0                     | 2                     | 1                     | 12:13                 |
| 2025   | Mołdawia U-19  | Turniej do rozegrania | Turniej do rozegrania | Turniej do rozegrania | Turniej do rozegrania | Turniej do rozegrania | Turniej do rozegrania | Turniej do rozegrania |

## Tabela wszech czasów
W 3 finałach futsalowych mistrzostw Europy U-19 wystąpiło 13 reprezentacji narodowych. Rozegrały 45 meczów (2 zakończyły się remisem), strzelono w nich 267 bramek (5,9 na mecz)
| Lp. | Reprezentacja   | Starty | Mecze | Zwycięstwa | Remisy | Porażki | Stosunek bramek | Punkty |
| --- | --------------- | ------ | ----- | ---------- | ------ | ------- | --------------- | ------ |
| 1.  | Portugalia U-19 | 3      | 14    | 12         | 1      | 1       | 56:27           | 37     |
| 2.  | Hiszpania U-19  | 3      | 15    | 11         | 2      | 2       | 62:18           | 35     |
| 3.  | Ukraina U-19    | 3      | 11    | 5          | 1      | 5       | 37:33           | 16     |
| 4.  | Polska U-19     | 2      | 8     | 4          | 0      | 4       | 19:21           | 12     |
| 5.  | Chorwacja U-19  | 3      | 11    | 3          | 3      | 5       | 37:42           | 12     |
| 6.  | Włochy U-19     | 2      | 6     | 3          | 0      | 3       | 14:14           | 9      |
| 7.  | Słowenia U-19   | 1      | 3     | 2          | 0      | 1       | 12:11           | 6      |
| 8.  | Rosja U-19      | 1      | 3     | 1          | 0      | 2       | 8:8             | 3      |
| 9.  | Francja U-19    | 2      | 6     | 0          | 1      | 3       | 12:24           | 1      |
| 10. | Finlandia U-19  | 1      | 3     | 0          | 0      | 3       | 6:16            | 0      |
| 11. | Łotwa U-19      | 1      | 3     | 0          | 0      | 3       | 2:14            | 0      |
| 12. | Holandia U-19   | 1      | 3     | 0          | 0      | 3       | 0:18            | 0      |
| 13. | Rumunia U-19    | 1      | 3     | 0          | 0      | 3       | 2:22            | 0      |